# Inguilbo
Inguilbo est une localité située dans le département de Loropéni de la province du Poni dans la région Sud-Ouest au Burkina Faso.

## Géographie
Inguilbo est située à environ 15 km au nord-est de Loropéni, le chef-lieu du département, et à 10 km au sud de Dimolo.

## Santé et éducation
Le centre de soins le plus proche d'Inguilbo est le centre de santé et de promotion sociale (CSPS) de Dimolo tandis que le centre médical se trouve à Kampti et que le centre hospitalier régional (CHR) de la province est à Gaoua.